# 宣威文庙
宣威文庙，即宣威州文庙，位于云南省曲靖市宣威市宛水街道学苑社区宣威市第一中学校园内，始建于明嘉靖二十八年（1550年），清同治七年（1868年）迁至今址。原建筑现存大成殿:237。大成殿坐西向东，五开间，单檐歇山顶建筑:105-107。2020年7月27日“宣威文庙大成殿”被公布为第三批曲靖市文物保护单位。